# James LaBrie's MullMuzzler
MullMuzzler, ou James LaBrie's MullMuzzler, est un groupe de metal progressif canadien. Ce groupe est un projet parallèle de James LaBrie, chanteur de Dream Theater, et comprend également Matt Guillory (claviers, piano) et Mike Mangini (batterie), Mike Keneally (guitares), Brian Beller (basse), sans compter les invités.
Mélange de metal progressif qui avait fait le succès de Dream Theater, de touches mélodiques pop-rock et de ballades acoustiques, le groupe a sorti deux albums avant de changer de nom.

## Biographie
Le groupe est formé en 1999. LaBrie emprunte le nom de MullMuzzler pour publier son premier album solo intitulé Keep it to Yourself en 1999. Le nom du groupe vient des mots en anglais mull, qui signifie « réfléchir à », et muzzler qui signifie « museler, ballonner » ; selon LaBrie, ces mots collés ensemble recouvrent le concept du groupe. En 2001 sort le deuxième album studio du groupe, MullMuzzler 2.
En 2005, MullMuzzler devient officiellement James LaBrie's MullMuzzler. Cette même année, le groupe publie l'album Elements of Persuasion sous ce nouveau nom. Trois ans plus tard, en 2008 sort l'album Prime Cuts. Il suit deux ans plus tard, en 2010, par Static Impulse.

## Membres

### Membres actuels
- James LaBrie - chant (depuis 1999)
- Matt Guillory - claviers, chant (depuis 1999)
- Marco Sfogli - guitare (depuis 2005)
- Peter Wildoer - batterie, chant guttural (depuis 2010)
- Ray Riendeau - basse (depuis 2010)

### Anciens membres
- Mike Keneally - guitare (1999-2005)
- Bryan Beller - basse (1999-2005)
- Andy DeLuca - basse (2005-2010)
- Mike Mangini - batterie (1999-2005)
- John Macaluso - batterie (2005-2010)

## Discographie
- 1999 : Keep It To Yourself (sous MullMuzzler)
- 2001 : MullMuzzler 2 (sous MullMuzzler)
- 2005 : Elements of Persuasion
- 2008 : Prime Cuts
- 2010 : Static Impulse
- 2013 : Impermanent Resonance
- 2014 : I Will Not Break (EP)